# Anonistus scariosus
Anonistus scariosus är en insektsart som först beskrevs av Hermann Burmeister 1838.  Anonistus scariosus ingår i släktet Anonistus och familjen vårtbitare. Inga underarter finns listade i Catalogue of Life.